# Pleurophorus nepalensis
Pleurophorus nepalensis är en skalbaggsart som beskrevs av Riccardo Pittino och Mario Mariani 1986. Pleurophorus nepalensis ingår i släktet Pleurophorus och familjen Aphodiidae. Inga underarter finns listade i Catalogue of Life.